# Kurdt Vanderhoof
Kurdt Vanderhoof (Aberdeen, 28 giugno 1961) è un chitarrista statunitense, fondatore del gruppo musicale heavy metal Metal Church.

## Biografia
Nato ad Aberdeen nello stato di Washington, già nel 1976, all'età di quindici anni, Vanderhoof era affermato nel panorama musicale della sua città, tanto da instaurare ingenti rapporti con una fitta rete di musicisti locali. Nello stesso anno, aveva formato una band chiamata Tyr, che comprendeva Kirk Arrington alla batteria mentre Vanderhoof svolgeva il compito di chitarra ritmica. 
Nel 1978 si è unito alla band hardcore punk The Lewd di Seattle come bassista, adottando il nome d'arte Blobbo, passando poi alla chitarra l'anno successivo. La band si trasferirà a San Francisco nel 1980, ma la permanenza di Vanderhoof non durerà molto nella nuova città. A distanza di pochi mesi, Vanderhoof tornò nella sua città natale, formando una cover band di nome Shrapnel, con Tom Weber alla batteria, Duke Erickson al basso, e Mike Murphey come cantante. 
La band, dopo essersi esibita in quattro eventi, ha subìto l'abbandono di diversi componenti; di conseguenza, Vanderhoof reclutò Craig Wells come chitarrista ritmico, Kirk Arrington alla batteria e David Wayne come cantante, cambiando il nome della band in Metal Church, tratto dal soprannome dato all'appartamento di San Francisco in cui viveva. Dopo il secondo album The Dark pubblicato nel 1986, Vanderhoof lasciò i Metal Church, rimanendo però coinvolto nella scrittura e nella composizione dei testi. Contemporaneamente fondò la sua prima band solista Hall Aflame, che ha pubblicato un solo album prima di sciogliersi nel 1994.
Dopo alcuni anni, forma un'altra band solista, Vanderhoof, pubblicando gli album Vanderhoof e A Blur in Time, rispettivamente nel 1997 e nel 2002. Nel 2005, assieme ai diversi membri delle sue band soliste precedenti forma i Presto Ballet, una band dedicata a ricreare i suoni del rock progressivo della metà degli anni '70. Parallelamente ai suoi vari progetti, Vanderhoof decide di tornare assieme ai Metal Church nel 1999.

## Discografia

### Con i Metal Church
Album in studio
- 1984 – Metal Church
- 1986 – The Dark
- 1999 – Masterpeace
- 2004 – The Weight of the World
- 2006 – A Light in the Dark
- 2008 – This Present Wasteland
- 2013 – Generation Nothing
- 2016 – XI
- 2018 – Damned If You Do
- 2023 – Congregation of Annihilation

Album dal vivo
- 1998 – Live

### Con i Presto Ballet
- 2005 – Peace Among the Ruins
- 2008 – The Lost Art of Time Travel
- 2011 – Invisible Places
- 2012 – Relic of the Modern World

### Con i Vanderhoof
- 1997 – Vanderhoof
- 2002 – A Blur in Time

### Con i Hall Aflame
- 1997 – Guaranteed forever